# Regno del Ponto
Il Regno del Ponto fu un regno ellenistico localizzato nell'Anatolia nord-orientale, tra i fiumi Fasis e Halys e la costa del Mar Nero. Fu fondato da Mitridate I nel 281 a.C. in reazione alla politica aggressiva del sovrano Antigono I Monoftalmo. Raggiunse l'apogeo sotto Mitridate VI il Grande, che conquistò Colchide, Bitinia, le colonie greche del Chersoneso Taurico e, per un breve periodo, la provincia romana dell'Asia. Mitridate fu però sconfitto dopo una lunga serie di conflitti dalla Repubblica romana, e nel 63 a.C. il regno fu smembrato, parte incorporato nel territorio romano come provincia di Bitinia e Ponto e parte come regno cliente dei Romani. Quest'ultimo fu annesso definitivamente nel 62 dall'imperatore Nerone.
Poiché la maggior parte del regno coincideva con la regione della Cappadocia, che inizialmente si estendeva dai confini della Cilicia al Pontus Euxinus (Mar Nero), il regno fu inizialmente chiamato "Cappadocia del Ponto" o "Cappadocia dell'Eusino", ma gradualmente il territorio passò ad identificarsi col semplice nome di "Ponto", che divenne il nome ufficiale solo sotto Mitridate VI.
Va considerato culturalmente ed etnicamente uno stato iranico di cultura persiana, ma sin dalla sua origine sperimentò una continua influenza dell'ellenismo dovuta alla presenza delle colonie greche del Mar Nero e ai rapporti con i vicini stati ellenistici del Regno di Pergamo e dell'Impero seleucide.

## Geografia e cultura

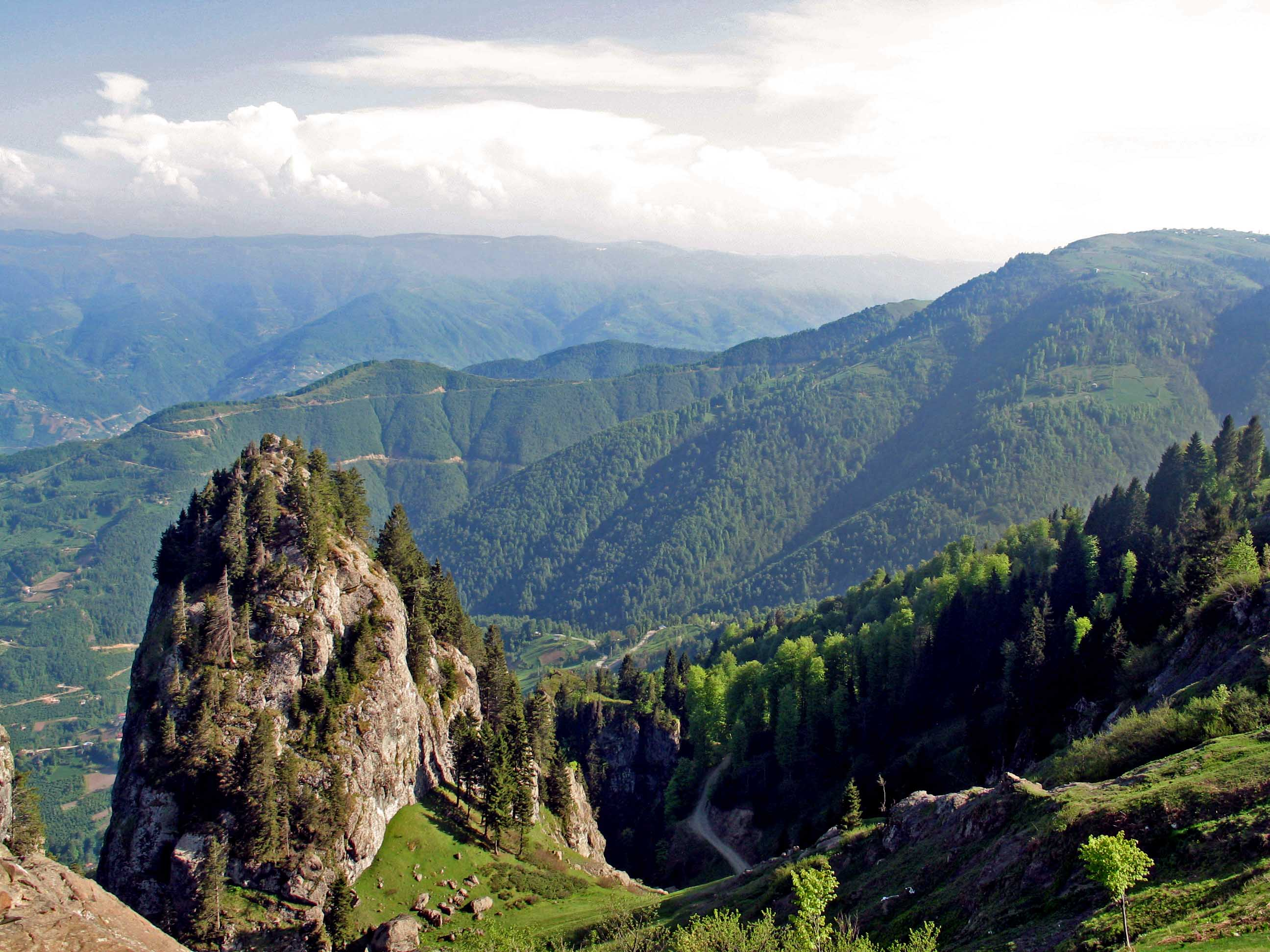
I monti del Ponto, che dividevano il Regno del Ponto in una zona costiera, commerciale ed ellenizzata, e in una zona interna, agricola e iranica.

Il Regno del Ponto era diviso in distretti amministrativi chiamati eparchie, ma più importante era la suddivisione in due zone culturalmente, etnicamente ed economicamente distinte, quella costiera e quella interna, delimitate dai Monti del Ponto che corrono paralleli alla costa.
La regione costiera era dominata dalle città greche, come Amastris (tecnicamente in Paflagonia) e Sinope, che divenne capitale pontica dopo essere stata conquistata nel 183 a.C.; altre città importanti furono Laodicea Pontica, Farnacia (probabilmente voluta da Farnace I poco dopo la conquista di Sinope) ed Eupatoria Amiso sulla costa (voluta da Mitridate VI). Lungo la costa erano fiorenti i commerci di legname, prodotti ittici e olio, e nella parte costiera a sud di Farnacia si sfruttavano ricchi giacimenti di ferro e argento.
La regione interna era invece caratterizzata da poche città, la principale delle quali era Amasya, l'antica capitale in cui i sovrani pontici avevano il proprio palazzo e le proprie tombe reali a partire da Mitridate I Ctiste e fino alla conquista di Sinope; un'altra città importante era Eupatoria Magnopoli, fondata da Mitridate VI. A parte queste pochissime città, l'interno era dominato da piccoli villaggi, con templi che controllavano vaste proprietà. Le vallate fluviali del Ponto, come quelle del Lico (moderno Kelkit) e dell'Iris (moderno Yeşil), scorrono parallele alla costa ed erano alquanto fertili, permettendo l'allevamento del bestiame e la coltura dei cereali, insieme a quella degli alberi da frutto come ciliegi (che presero il nome latino dalla città di Cerasus), meli e peri. L'acciaio prodotto dai montanari calibi divenne alquanto famoso in Grecia, e nelle zone interne si estraevano anche rame, piombo, zinco e arsenico.
La divisione tra costa ed entroterra era anche culturale. La costa era principalmente greca e caratterizzata dal commercio marittimo; l'interno era abitato da cappadoci e paflagoni anatolici governati da un'aristocrazia iranica che risaliva all'Impero achemenide. La religione del regno era sincretica, con divinità locali venerate accanto a quelle persiane e greche; le divinità principali erano il persiano Ahura Mazdā anche detto Zeus Stratios, il dio lunare Men Pharnacou e Ma (identificata con Cibele). Le divinità solari erano particolarmente popolari, la casa reale era identificata col dio persiano Ahura Mazdā della dinastia achemenide, e sia Apollo sia Mitra erano venerati dai sovrani. Effettivamente il nome più utilizzato dai sovrani pontici era Mitridate, che significa «dato da Mitra».
La cultura pontica vide la fusione di elementi greci e iranici, sebbene la maggior parte delle zone ellenizzate erano quelle costiere, già greche in origine. Prove epigrafiche mostrano un'ampia influenza ellenistica all'interno. All'epoca di Mitridate VI Eupatore, il greco era la lingua ufficiale del regno, sebbene le lingue anatoliche continuassero ad essere parlate all'interno. I sovrani pontici affermavano di discendere dalla famiglia reale persiana, ma si comportavano come re ellenistici e in tal modo si facevano raffigurare sulle monete, riconducendosi all'iconografia dello statere reale di Alessandro Magno.

## Storia

### Dinastia mitridatica di Cio
Il regno fu originariamente la satrapia di Cappadocia (Katpatuka) dell'Impero achemenide. La dinastia persiana che avrebbe poi fondato il Regno del Ponto governò, nel IV secolo a.C., la città greca di Cio in Misia, e il suo più antico rappresentante è noto come Mitridate I di Cio. Suo figlio Ariobarzane consolidò il dominio familiare sulla città con la sottomissione delle tribù dell'interno e ottenne la satrapia della Frigia, ma scelse di allearsi con Atene e si rivoltò contro Artaserse II, venendo infine tradito dal proprio figlio, Mitridate II di Cio.
Il destino della satrapia fu segnato, nel 334 a.C., dall'avanzata vittoriosa di Alessandro Magno in Anatolia, in quanto con le sconfitte nella battaglia del Granico e nella battaglia di Isso, la stretta persiana sul territorio della satrapia si dissolse, ma non fu seguita dall'occupazione greca; si generò così un vuoto di potere che permise a Mitridate II di consolidare il proprio potere. Dopo la morte di Alessandro e la spartizione di Triparadiso (321 a.C.), Mitridate II divenne vassallo di Antigono I Monoftalmo.
Nel 302 a.C. Antigono fece uccidere Mitridate II di Cio, probabilmente per evitare che si alleasse col suo rivale, Cassandro I; allo scopo di evitarne la vendetta, progettò di uccidere l'omonimo figlio di Mitridate II, il futuro Mitridate I del Ponto, ma Demetrio, figlio di Antigono, mise in guardia il proprio amico Mitridate, che poté fuggire in oriente con sei cavalieri. Mitridate si recò dapprima a Cimiata, in Paflagonia, e poi ad Amasya, in Cappadocia. A seguito della sconfitta di Antigono e Demetrio nella battaglia di Ipso (301 a.C.) vi fu un vuoto di potere in Asia minore, che Mitridate sfruttò per creare un dominio indipendente; molti si unirono a lui, considerando l'erede della casa reale persiana il legittimo detentore del potere. Negli anni successivi espanse l'influenza del proprio dominio, difendendolo dalle mire di Seleuco I, e nel 281 o 280 a.C. poté dichiararsi Βασιλεύς (basileus, «sovrano») dei territori della Cappadocia settentrionale e della Paflagonia orientale, che governò dal 302 al 266 a.C. Espanse ulteriormente il suo regno verso il fiume Sakarya a occidente, e nel 279 a.C. suo figlio Ariobarzane catturò Amastris, il primo porto importante sul Mar Nero. Mitridate si alleò con i nuovi arrivati, i Galati, e sconfisse un esercito inviato da Tolomeo I, il quale era alleato di Eraclea Pontica, avversaria di Mitridate.

### Regno del Ponto (281-120 a.C.)

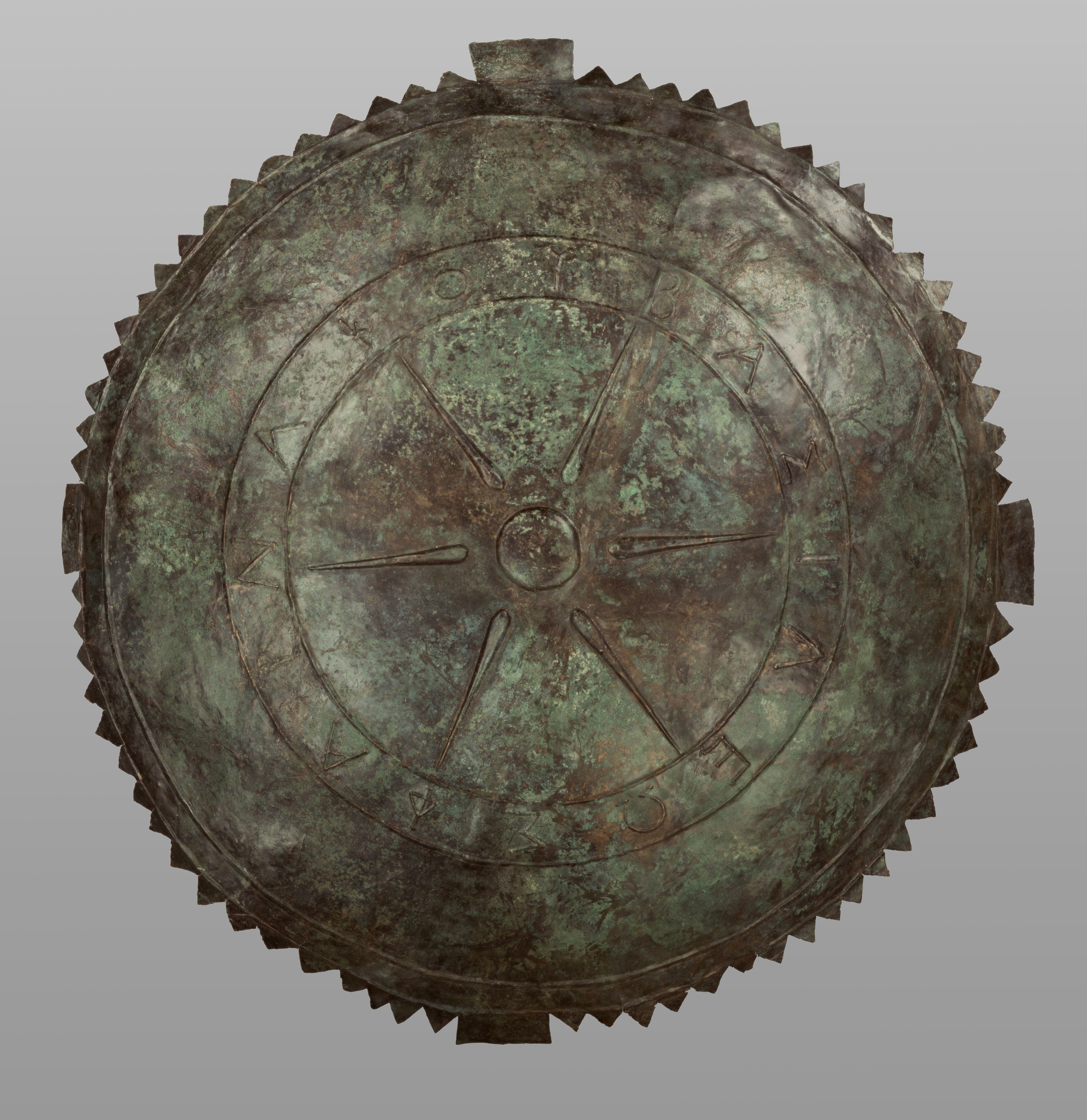
Scudo in bronzo col nome del re Pharnakes, Farnace I del Ponto, Getty Villa (180-160 a.C.).

Poco si conosce del regno di Ariobarzane, sovrano dal 266 al 250 a.C. circa, cui succedette in minore età il figlio Mitridate II. All'inizio del suo regno, il Ponto fu invaso dai Galati, una popolazione celtica stanziata nei Carpazi; dopo una lunga lotta, in cui il Ponto fu alleato del suo tradizionale nemico, Eraclea Pontica, i Galati furono respinti. Raggiunta la maggiore età, Mitridate II si inserì nelle lotte dinastiche che dilaniavano l'Impero seleucide. Nel confronto cruento tra Seleuco II Callinico e suo fratello minore Antioco Ierace, Mitridate si schierò dalla parte del secondo, e Seleuco fu sconfitto in Anatolia dall'alleanza di Antioco, Mitridate e dei Galati. Nel 220 a.C. Mitridate cercò, senza successo, di conquistare Sinope. Allo scopo di ottenere il riconoscimento del suo regno e di creare un forte legame con la dinastia seleucide, Mitridate sposò la sorella di Seleuco II e Antioco, e più tardi diede in moglie la propria figlia al sovrano seleucide Antioco III il Grande. Le fonti sono per lo più silenziose sulla storia del Ponto negli anni successivi alla morte di Mitridate, quando regnò suo figlio Mitridate III (220-198/88 a.C.).
Farnace I (189-159 a.C.) riscosse più successo nella sua espansione ai danni delle città costiere greche. Fu alleato del re Prusia I di Bitinia nella guerra contro Eumene II di Pergamo nel 188 a.C., ma i due conclusero una pace nel 183, dopo che Bitinia ebbe sofferto una serie di rovesci. Farnace conquistò Sinope nel 182 a.C. e, sebbene i Rodiesi si fossero lamentati di ciò con i Romani, non accadde nulla; Farnace allora continuò la sua espansione, ottenendo il controllo di gran parte della costa anatolica settentrionale con la conquista delle città costiere di Cotyora, Choerades (rinominata Pharnakeia) e Trapezo. Malgrado i tentativi romani di mantenere la pace, Farnace combatté contro Eumene II di Pergamo e Ariarate IV di Cappadocia; inizialmente vittorioso, sembra che nel 179 a.C. sia stato sconfitto, dato che fu obbligato a firmare un trattato col quale rinunciò a tutti i territori della Galazia e della Paflagonia che aveva conquistato, oltre alla città di Tio, ma mantenendo il controllo di Sinope. Allo scopo di estendere la sua influenza verso settentrione, Farnace si alleò con le città del Chersoneso Taurico e con altre città del Mar Nero, come Odesso. Mitridate IV Filopatore Filadelfo, suo fratello e successore, adottò invece una politica pacifica e filo-romana; nel 155 a.C. inviò aiuti militari ad Attalo II, alleato dei Romani impegnato in una guerra contro Prusia II di Bitinia.
Il suo successore, Mitridate V Evergete, restò un amico dei Romani, e inviò alcune navi e un piccolo contingente di ausiliari per aiutare i Romani nella terza guerra punica, nel 149 a.C. Inviò anche truppe per la guerra contro Eumene III, in realtà un greco di nome Aristonico che aveva usurpato il trono del Regno di Pergamo alla morte di Attalo III, il quale aveva lasciato il proprio regno in eredità ai Romani. Alla fine della guerra, la Repubblica romana formò la provincia d'Asia con parte dei territori dell'ex regno pergameno, mentre la restante parte fu suddivisa tra i sovrani alleati: a Mitridate toccò la Frigia Maggiore (poiché la Frigia e il Ponto non confinano, è verosimile che il Ponto avesse una qualche forma di controllo sulla Galazia, per mantenere una contiguità territoriale del regno). È possibile che Mitridate abbia ereditato la Paflagonia dopo la morte del suo re, Pilemene I. Mitridate Evergete diede in sposa la propria figlia Laodice al re Ariarate VI di Cappadocia, ma successivamente invase quel regno (sebbene non siano noti i dettagli di questa guerra). Mitridate continuò il processo di ellenizzazione del Ponto: fu il primo sovrano a fare ampio uso di mercenari greci reclutati nell'Egeo, fu onorato a Delo e scelse di farsi raffigurare come Apollo nelle monete. Morì nel 121/120 a.C., a Sinope, assassinato; i dettagli della sua morte non sono chiari.
Poiché entrambi i suoi figli, Mitridate VI Eupatore e Mitridate Cresto, erano ancora bambini, il Ponto fu retto da Laodice, moglie di Mitridate Evergete, la quale preferì Cresto ad Eupatore; Mitridate VI dovette allora scappare dalla corte pontica. Tornò nel 113 a.C., per deporre e incarcerare Laodice, e, infine, mettere a morte il fratello.

### Apogeo e declino: Mitridate il Grande

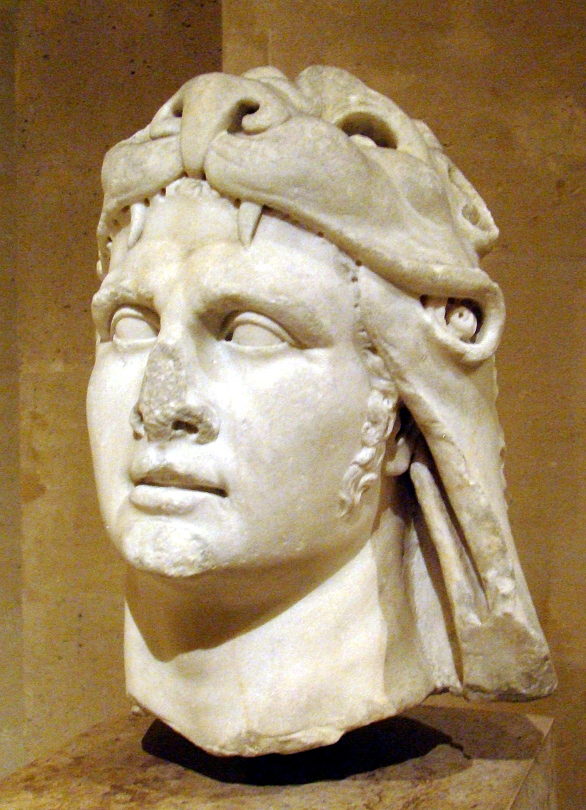
Testa di Mitridate Eupatore, dal Louvre.

Mitridate VI Eupatore («il Buon Padre»), anche noto come Mitridate il Grande, si fece promotore di una politica nettamente anti-romana, promuovendo la cultura greco-iranica in opposizione alla sempre più invadente influenza romana. La Repubblica romana aveva recentemente costituito la provincia d'Asia in Asia Minore, e si era ripresa la Frigia maggiore dal regno del Ponto durante il regno di Laodice. L'espansione del Regno del Ponto sotto Mitridate iniziò con l'annessione dell'Armenia Minore, ricevuta dal sovrano Antipatro, figlio di Sisis (tra il 115 e il 106 a.C.), e con la conquista dei regni della Colchide, un'importante regione nel sistema commerciale del Mar Nero, ricca in oro, cera, canapa e miele (stabilì anche rotte commerciali con città della costa occidentale del Mar Nero). Le città del Chersoneso Taurico (moderna Crimea) gli si appellarono per essere aiutate contro gli Sciti nel nord; Mitridate inviò 6.000 uomini sotto il generale Diofanto e, dopo diverse campagne nella Crimea settentrionale, controllava tutto il Chersoneso.
All'epoca la Repubblica romana era impegnata nella guerra giugurtina e nello scontro con i Cimbri; Mitridate e il re Nicomede III Evergete di Bitinia invasero la Paflagonia e se la spartirono, e un'ambasciata romana inviata presso di loro non ottenne risultati concreti. Mitridate si riprese anche una parte della Galazia che era stata governata da suo padre e intervenne in Cappadocia, dove sua sorella Laodice regnava come regina. Nel 116 a.C., il re Ariarate VI Epifane Filopatore fu assassinato dal nobile cappadociano Gordio per volere di Mitridate, e Laodice regnò come reggente per i figli di Ariarate fino al 102 a.C. Dopo aver sposato Laodice, Nicomede tentò di intervenire nella regione mandando delle truppe, ma Mitridate invase il regno di Cappadocia e pose il proprio nipote Ariarate VII Filometore sul trono. Ariarate Filometore si oppose alla politica dello zio, e Mitridate decise di invadere la Cappadocia con un grande esercito pontico, ma prima che una battaglia fosse combattuta, Ariarate Filometore fu assassinato (101 a.C.); Mitridate mise sul trono di Cappadocia il proprio figlio di otto anni, Ariarate IX Eusebio Filopatore, con Gordio come reggente. Nel 97 vi fu una breve ribellione in Cappadocia, subito soffocata da Mitridate, ma poco dopo sia Mitridate che Nicomede III mandarono ambasciatori a Roma, e i Romani imposero a Nicomede di lasciare la Paflagonia, a Mitridate la Cappadocia. Mitridate eseguì, e in Cappadocia fu instaurato Ariobarzane I Filoromano, vassallo dei Romani. Nel 91-90 a.C., mentre la guerra sociale teneva completamente impegnati i Romani in Italia, Mitridate incoraggiò il proprio genero e alleato, il re Tigrane II di Armenia, ad invadere la Cappadocia; Tigrane seguì i consigli del suocero, e Ariobarzane fu costretto a fuggire a Roma. Infine Mitridate depose Nicomede IV dal trono della Bitinia, su cui mise Socrate Cresto.

#### Prima guerra mitridatica (90–85 a.C.)
Province romane
     Protettorati romani
     Regno di Mitridate VI Eupatore
     Alleati di Mitridate

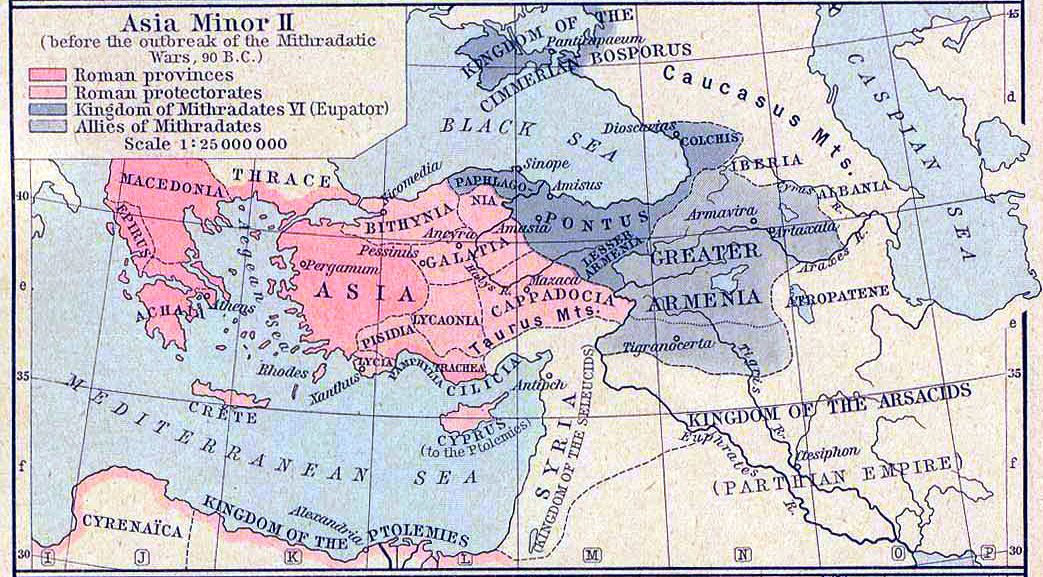
Gli schieramenti prima dello scoppio della prima guerra mitridatica (90 a.C. circa).
Province romane
Protettorati romani
Regno di Mitridate VI Eupatore
Alleati di Mitridate

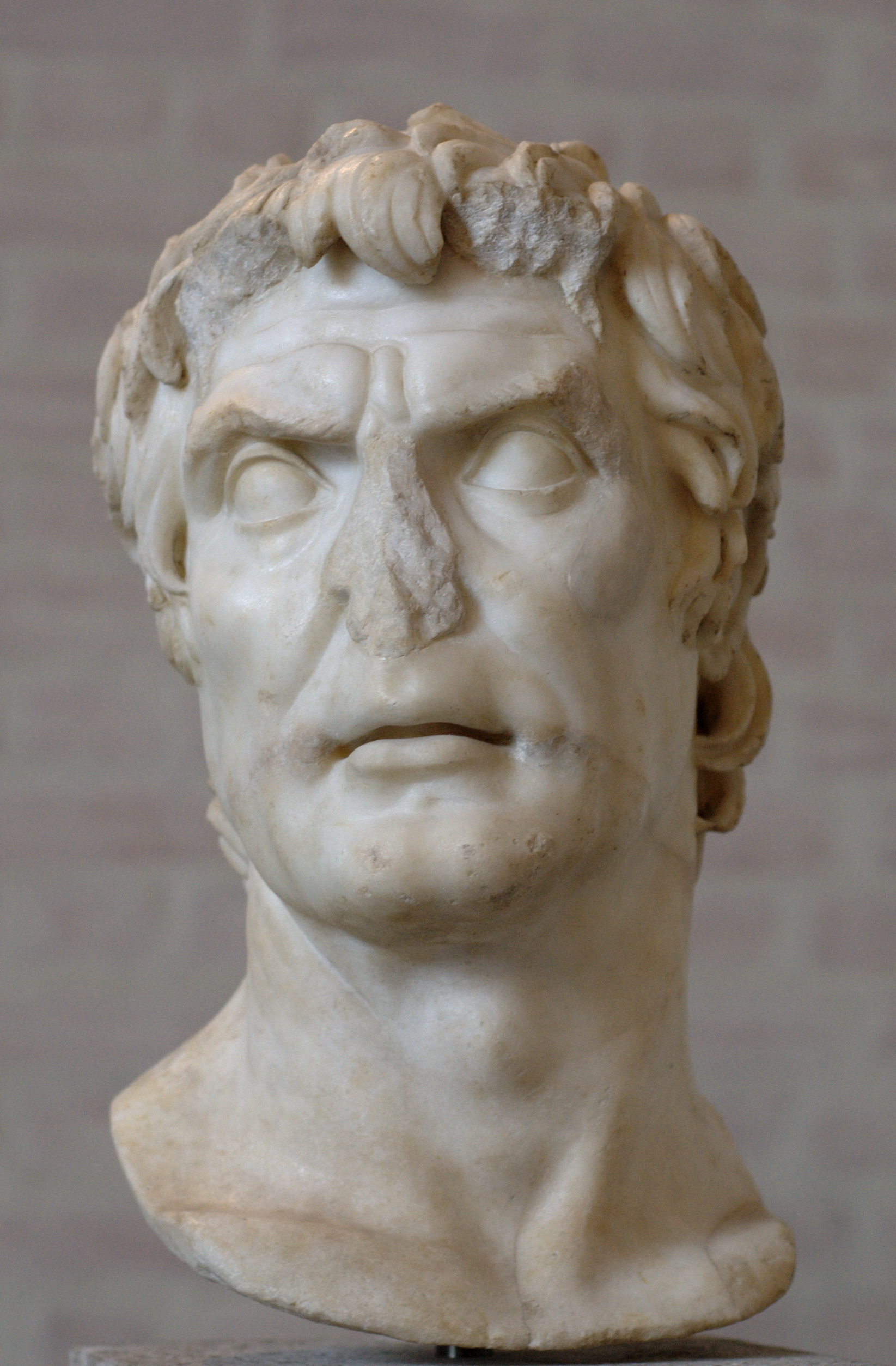
Lucio Cornelio Silla

Un esercito romano sotto Manio Aquilio giunse in Asia minore nel 90 a.C., e Mitridate e Tigrane furono probabilmente obbligati a ritirarsi; la Cappadocia e la Bitinia furono restituite ai rispettivi sovrani, ma anche sommersi dai debiti contratti per corrompere i senatori romani, e Aquillio convinse Nicomede IV ad attaccare il Regno del Ponto per saldarli. Il sovrano della Bitinia saccheggiò Amastris, tornando con molto bottino in patria; quando Mitridate, per ritorsione, invase la Cappadocia ancora una volta, i Romani dichiararono guerra.
Nell'estate dell'89 a.C., Mitridate invase la Bitinia e sconfisse gli eserciti di Nicomede e Aquilio in due battaglie (battaglia del fiume Amnia e battaglia di Protophachium), poi si spinse rapidamente nell'Asia romana, e la resistenza del nemico si sgretolò rapidamente; entro l'88 a.C. aveva ottenuto la resa della maggior parte della neo-costituita provincia. I suoi risultati militari furono anche dovuti all'ostilità della popolazione locale verso i Romani e le pesanti tassazioni da loro imposte; sempre nell'88, Mitridate ordinò lo sterminio di 80.000 tra Romani e Italici presenti nei suoi territorio, un episodio noto come Vespri asiatici, e molte città dell'Asia Minore eseguirono l'ordine, rendendo impossibile loro di tornare sotto il dominio romano. Nell'autunno dell'88 a.C., Mitridate mise sotto assedio Rodi, tentando di conquistare l'importante alleato marittimo dei Romani, ma l'assedio fallì. Ad Atene, elementi anti-romani furono incoraggiati dalle notizie delle vittorie mitridatiche, e strinsero un'alleanza col sovrano pontico. Nell'inverno 88/87 a.C. una flotta pontico-ateniese conquistò Delo, garantendone il possesso agli ateniesi; molte città greche si allearono con Mitridate, tra cui Sparta, la Lega achea e la maggior parte della Lega beotica (ad eccezione di Tespie).
Infine, nell'87 a.C., Lucio Cornelio Silla riuscì finalmente a muovere dall'Italia con cinque legioni, marciando attraverso la Beozia, che si arrese rapidamente, e ponendo sotto assedio Atene e il Pireo (non più collegato dalle Lunghe Mura alla città). Atene cadde il 1º marzo 86 a.C., e fu saccheggiata dai Romani; dopo una lunga resistenza, il generale pontico Archelao dovette abbandonare via mare il Pireo, che fu distrutto da Silla. Nel frattempo Mitridate aveva inviato un grande esercito al comando del figlio Ariarate (già sovrano di Cappadocia) attraverso la Tracia in Grecia.
Silla si diresse verso nord, tentando di raggiungere le fertili pianure della Beozia per nutrire il proprio esercito. Nella battaglia di Cheronea sconfisse pesantemente Archelao, che riuscì però a ritirarsi e a continuare il saccheggio della Grecia grazie alla flotta pontica. Archelao si scontrò nuovamente con Silla nell'85 a.C., nella battaglia di Orcomeno, ma anche questa volta fu sconfitto e dovette ritirarsi. Con l'esercito pontico indebolito da pesanti perdite, con l'Asia Minore in subbuglio susseguente alle sconfitte contro i Romani, e con questi ultimi ormai in Bitinia, Mitridate fu costretto ad accettare la pace; nell'85 si incontrò con Silla e col trattato di Dardano accettò di restituire la provincia dell'Asia, la Bitinia e la Cappadocia ai precedenti proprietari, di pagare 2.000 talenti di multa e a fornire alcune navi ai Romani, in cambio del resto dei suoi domini e dell'alleanza con Roma.

#### Seconda e terza guerra mitridatica (83–63 a.C.)

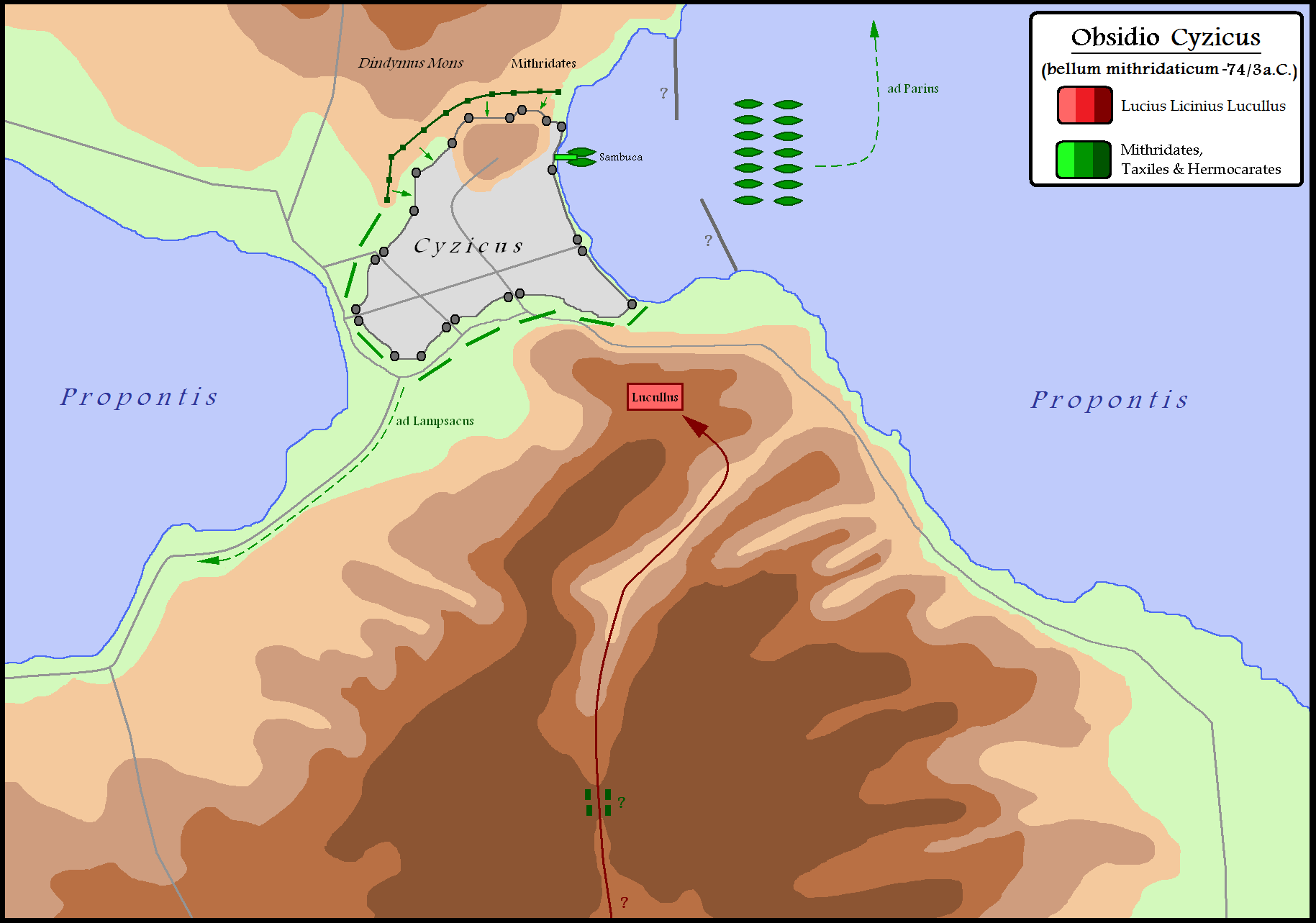
Battaglia di Cizico (73 a.C.); Mitridate VI assediò la città di Cizico all'inizio della terza guerra mitridatica, ma fu costretto a levare l'assedio a seguito dell'arrivo delle truppe di Lucio Licinio Lucullo.

Il trattato con Silla durò poco: tra l'83 e l'82 a.C. Mitridate combatté e sconfisse Lucio Licinio Murena, che era stato lasciato da Silla ad organizzare la provincia dell'Asia, ma la cosiddetta seconda guerra mitridatica terminò senza guadagni territoriali per nessuno dei due contendenti. I Romani iniziarono a rendere sicure le zone costiere della Licia e della Pamfilia dai pirati e a controllare la Pisidia e la Licaonia; quando il comandante romano Lucio Licinio Lucullo prese il controllo della Cilicia, Mitridate si trovò preso tra due fuochi. I pirati cilici non erano stati però completamente sconfitti, e Mitridate si alleò con loro, come pure con Quinto Sertorio, che aveva fondato un governo indipendente nella Spagna romana e che lo aiutò ad addestrare alcune truppe pontiche sulla falsariga dei legionari romani, armandoli di corte spade.
La terza guerra mitridatica scoppiò quando re Nicomede IV di Bitinia morì senza eredi nel 75 a.C. e lasciò il proprio regno in eredità ai Romani. La Repubblica romana mobilitò i propri eserciti in Asia Minore nel 74 a.C., probabilmente provocata da qualche movimento di Mitridate, ma le fonti non sono chiare a proposito. Il sovrano pontico invase la Bitinia: la sua flotta sconfisse i Romani a Calcedonia, mentre l'esercito pontico mise sotto assedio Cizico; la resistenza della città e l'arrivo delle cinque legioni di Lucullo dalla Frigia obbligò Mitridate a ritirarsi nel Ponto (73 a.C.).

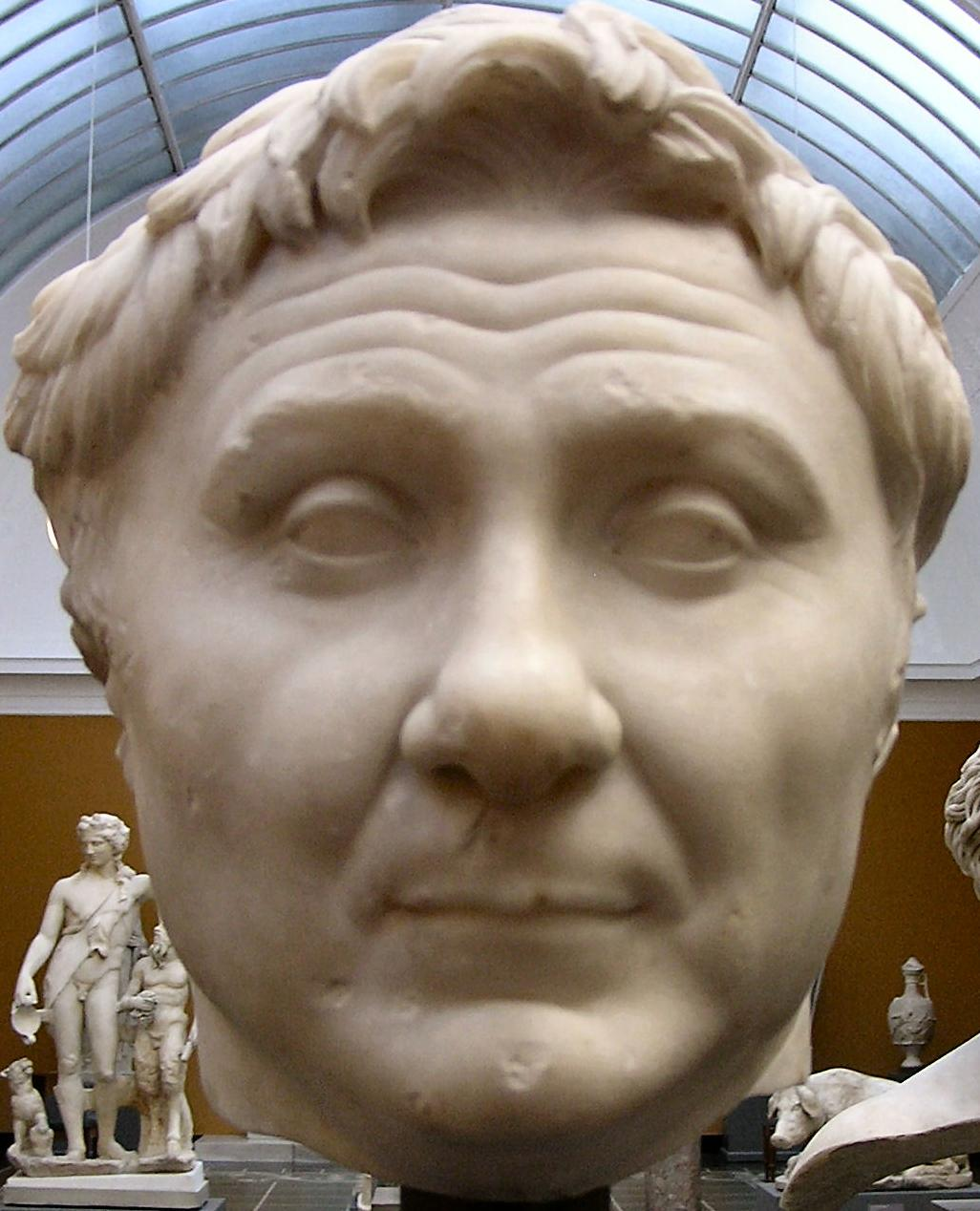
Gneo Pompeo Magno, la cui campagna in Asia minore mise fine al regno di Mitridate VI.

Nel 72 a.C. Lucullo invase il Ponto attraverso la Galazia e marciò verso nord seguendo il fiume Halys fino alla costa settentrionale, dove investì Amiso con un assedio che durò fino al 70 a.C. Nel 71 a.C. marciò attraverso le valli dell'Iris e del Lico e stabilì la propria base a Cabira; Mitridate inviò la propria cavalleria a tagliare la linea dei rifornimenti verso la Cappadocia, a sud, ma questa fu sconfitta con pesanti perdite (battaglia di Cabira). Mitridate, che non intendeva essere coinvolto in uno scontro decisivo, iniziò a ritirarsi in Armenia Minore, dove si attendeva di essere aiutato dal suo alleato Tigrane II; poiché, però, la sua cavalleria era stata enormemente indebolita, la ritirata si trasformò in una rotta, e l'esercito pontico fu in gran parte distrutto; suo figlio Macare, re del Bosforo Cimmerio, si alleò con i Romani. Mitridate fuggì in Armenia.
Nell'estate del 69 a.C., Lucullo invase l'Armenia, marciano con 12.000 uomini attraverso la Cappadocia in Sofene, dirigendosi su Tigranocerta, la nuova capitale dell'impero di Tigrane; il sovrano armeno si ritirò, per raccogliere il proprio esercito. Lucullo assediò la città; Tigrane tornò col proprio esercito, che comprendeva un gran numero di catafratti (cavalieri pesantemente corazzati) e che superava ampiamente in numero le forze romane, ma malgrado l'inferiorità numerica, Lucullo comandò i propri uomini in una carica contro la cavalleria armena e ottenne una importante vittoria nella battaglia di Tigranocerta. Mentre Tigrane fuggiva verso nord, Lucullo distrusse la nuova capitale, smembrò i possedimenti di Tigrane nel sud, garantì l'indipendenza della Sofene e restituì la Siria al sovrano seleucide Antioco XIII Asiatico. Nel 68 a.C. Lucullo invase l'Armenia settentrionale, saccheggiando il paese e catturando Nisibis, ma Tigrane gli negò battaglia. Nel frattempo Mitridate invase il Ponto e, nel 67 a.C., sconfisse un esercito romano più numeroso nella battaglia di Zela. Lucullo, le cui truppe erano stanche e scontente, si ritirò nel Ponto e poi in Galazia; fu sostituito al comando della guerra da due consoli, giunti dall'Italia con truppe fresche, Manio Acilio Glabrione e Quinto Marcio Re. Mitridate recuperò il controllo del Ponto, mentre Tigrane invase la Cappadocia.
In conseguenza dell'aumento dell'attività dei pirati nel Mediterraneo orientale, il Senato romano conferì a Gneo Pompeo Magno un ampio imperium proconsolare su tutto il Mediterraneo (67 a.C.); Pompero eliminò i pirati, e nel 66 a.C. ricevette il comando dell'Asia Minore per affrontare il Ponto. Organizzò le proprie truppe, che includevano quelle di Lucullo e ammontavano a circa 45.000 legionari, e strinse un'alleanza con i Parti, che attaccarono Tigrane tenendolo occupato a oriente. Mitridate concentrò il proprio esercito, comprensivo di 30.000 uomini e 2-3.000 cavalieri, sulle alture di Dasteria in Armenia minore; Pompeo tentò per sei settimane di circondarlo con dei terrapieni, ma alla fine Mitridate riuscì a fuggire verso settentrione. Pompeo lo inseguì e, sorprese le truppe pontiche di notte, inflisse loro una pesante sconfitta (battaglia di Nicopoli al Lico). Mitrditate fuggì in Colchide e infine dal proprio figlio Macare in Crimea, nel 65 a.C. Pompeo si diresse in Armenia, dove Tigrane gli si sottomise ponendo il proprio diadema ai suoi piedi; il sovrano armeno fu privato di tutte le sue conquiste, rimanendo col solo regno di Armenia. Mentre Mitridate organizzava la difesa della Crimea, suo figlio Farnace II gli si rivoltò contro alla testa dell'esercito, e il grande sovrano pontico morì, suicida o assassinato.

### Regno cliente di Roma (63 a.C.–62 d.C.)

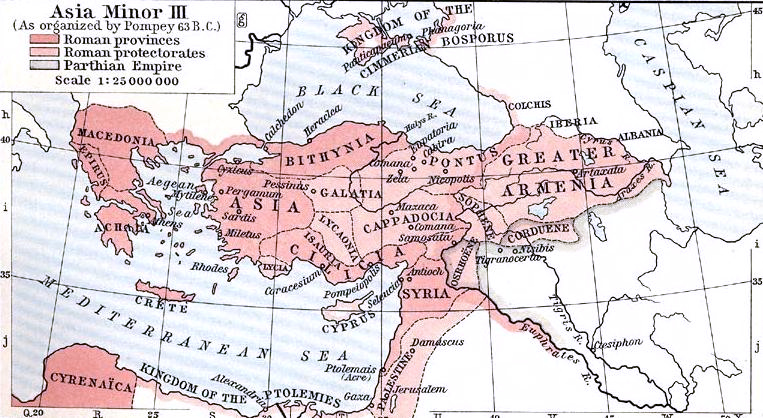
La disposizione politica dell'Asia minore alla fine della terza guerra mitridatica: il regno del Ponto, ridotto rispetto all'apice raggiunto sotto Mitridate VI Eupatore, divenne un regno cliente della Repubblica romana.

L'Armenia e, a nord-est, il regno cliente del Ponto attorno al 50.

Al termine della terza guerra mitridatica, il regno del Ponto fu smembrato e ridotto alla sola porzione orientale, mentre la parte occidentale, inclusa la capitale Sinope, fu inglobata nella provincia romana della Bitinia e Ponto; il regno del Bosforo Cimmerio rimase indipendente sotto Farnace II, figlio di Mitridate, e fu un alleato di Roma; fu poi costituito il regno della Colchide. Farnace II tentò successivamente di ricostituire con la forza il regno del Ponto: durante la guerra civile tra Cesare e Pompeo invase l'Asia minore (48 a.C., conquistando la Colchide, l'Armenia Minore, il Ponto e la Cappadocia, sconfiggendo un esercito romano a Nicopoli. Gaio Giulio Cesare giunse in Asia minore e dopo poco tempo sconfisse Farnace nella battaglia di Zela, famosa per il detto «veni, vidi, vici». Alla morte di Farnace II, nel 47 a.C., il regno del Ponto entrò nella sfera di influenza romana.
Nel 39 a.C., il triumviro Marco Antonio nominò re del Ponto Dario, figlio primogenito di Farnace II; alla sua morte, nel 37 a.C., Marco Antonio mise sul trono pontico Arsace, fratello di Dario, ma anche questi regnò per breve tempo, in quanto, dopo una breve ribellione, morì nel 37 o 36 a.C.
Marco Antonio decise allora di nominare re del Ponto il suo amico, e già re di Cilicia, Polemone I, il quale fu alleato di Antonio nella sua guerra contro i Parti, in cui fu anche preso prigioniero, ma lo abbandonò prima della battaglia di Azio (31 a.C.), passando dalla parte di Augusto, che lo confermò re cliente. Il regno di Polemone si espanse fino ad includere il regno del Bosforo Cimmerio e la Colchide; dopo la sua morte, nell'8 a.C., il suo regno fu diviso tra i suoi figli, e Marco Antonio Polemone Pitodoro (Polemone II) divenne sovrano del Ponto, prima sotto la madre Pitodorida, poi, alla sua morte nel 38 d.C., di proprio diritto. Successivamente divenne sovrano anche della Cilicia, ma nel 62 l'imperatore romano Nerone lo convinse ad abdicare dal trono pontico, ponendo così fine a tre secoli e mezzo di vita del Regno del Ponto.